# 21일
《21일》(21 Days)는 미국에서 제작된 배질 딘 감독의 1940년  영화이다. 존 골즈워디의 희곡을 바탕으로 제작되었다. 비비안 리 등이 주연으로 출연하였고 알렉산더 코르다 등이 제작에 참여하였다.

## 출연

### 주연
- 비비안 리
- 레슬리 뱅스
- 로렌스 올리비에

### 조연
- 프란시스 L. 설리번
- 헤이 페트리
- 데이빗 혼
- 윌리엄 드허스트
- 로버트 뉴턴

## 기타
- 원작자: 존 갈스워시
- 협력프로듀서: 배질 딘
- 미술: 빈센트 코르다